# デジタル大臣
デジタル大臣（デジタルだいじん、英語: Minister for Digital Transformation）は、日本のデジタル庁に置かれる国務大臣。
2021年（令和3年）9月1日にデジタル庁設置法（令和3年法律第36号）が施行されたことに伴い設置された。

## 概要
デジタル庁設置法では、デジタル庁の設置と、担当の大臣としてデジタル大臣を置くことが定められた（同法第8条第1項）。
デジタル庁の長（主任の大臣）は内閣総理大臣であり（同法第6条）、デジタル大臣は内閣総理大臣を助け、デジタル庁の事務を統括し、職員の服務について統督することが任務とされている（同法第8条第3項）。このため、デジタル大臣は、閣僚名簿において国務大臣を列挙する場合には内閣官房長官の次、復興大臣の前に置かれている。先に設置された同様な立場にある復興大臣の前になり、内閣官房長官、デジタル大臣、復興大臣、国家公安委員会委員長の順となっている。

## 沿革

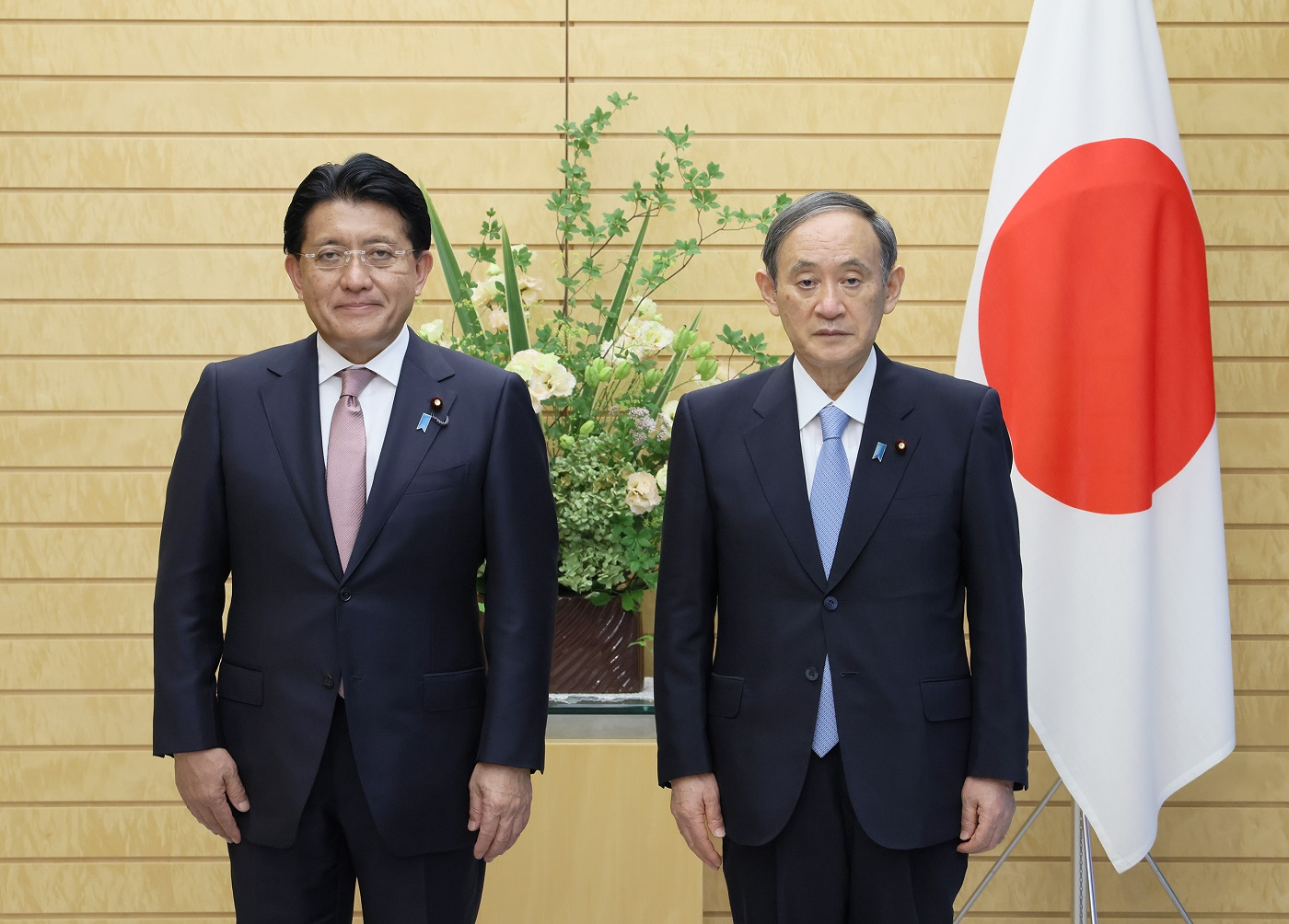
平井卓也初代デジタル大臣に対する補職辞令交付式（2021年9月1日、総理大臣官邸にて）

日本の行政府におけるデジタルトランスフォーメーションが政治問題化し、デジタル庁の設置が検討されていた。2020年（令和2年）9月16日に発足した菅義偉内閣において、内閣府特命担当大臣（マイナンバー制度担当）である平井卓也に対しデジタル改革担当大臣として所管するよう指示されていた。
その後、デジタル庁設置法が2021年（令和3年）9月1日に施行されたことに伴い、平井に対する「行政のデジタル改革を総合的に推進するため企画立案及び行政各部の所管する事務の調整」の任を解き、新たに設置されたデジタル大臣に任命するとの補職辞令が発令された。なお、それにあわせて内閣府特命担当大臣（マイナンバー制度担当）も廃止され、その職務はデジタル大臣に引き継がれている。

## 英称
デジタル大臣の英訳については、初期の情報（デジタル庁設置法の英文アウトライン）では "Digital Minister" とされていた。平井卓也初代デジタル大臣が任命された後での内閣府「大臣・副大臣・大臣政務官」一覧の英文サイトの中では、平井大臣は官職名の記載がない姓名のみの記載にとどまっていた。その後、第1次岸田内閣の発足とともに公開された英文閣僚名簿では、牧島かれんデジタル大臣に "Minister for Digital Agency" の英称が充てられた。その後、改訂された英文閣僚名簿では "Minister for Digital" が使用された。2022年の第2次岸田改造内閣以降は "Minister for Digital Transformation" が使用されている。

## 歴代大臣
| 代                                     | 氏名          | 氏名          | 内閣           | 内閣          | 就任日        | 退任日         | 党派       | 備考   |
| -------------------------------------- | ------------- | ------------- | -------------- | ------------- | ------------- | -------------- | ---------- | ------ |
| 2021年9月1日以前はデジタル改革担当大臣 |               |               |                |               |               |                |            |        |
| 1                                      |               | 平井卓也      | 菅義偉内閣     | 菅義偉内閣    | 2021年9月1日  | 2021年10月4日  | 自由民主党 | 横滑り |
| 2                                      |               | 牧島かれん    | 第1次岸田内閣  | 第1次岸田内閣 | 2021年10月4日 | 2021年11月10日 | 自由民主党 | 初入閣 |
| 3                                      | 第2次岸田内閣 | 第2次岸田内閣 | 2021年11月10日 | 2022年8月10日 | 再任          |                | 自由民主党 |        |
| 4                                      |               | 河野太郎      |                | 第1次改造内閣 | 2022年8月10日 | 2023年9月13日  | 自由民主党 | 再入閣 |
| 4                                      | 第2次改造内閣 | 河野太郎      | 2023年9月13日  | 2024年10月1日 | 留任          |                | 自由民主党 |        |
| 5                                      |               | 平将明        | 第1次石破内閣  | 第1次石破内閣 | 2024年10月1日 | 2024年11月11日 | 自由民主党 | 初入閣 |
| 6                                      | 第2次石破内閣 | 第2次石破内閣 | 2024年11月11日 | 現職          | 再任          |                | 自由民主党 |        |